# Klara Tenner-Rácz

Klara Tenner-Rácz

Klara Tenner-Rácz (* 1. Oktober 1936 als Klára Tenner in Süttő, Königreich Ungarn; † 31. Mai 2021) war eine Infektionspathologin und AIDS-Forscherin.
Klara Tenner-Rácz und ihr Mann Pál Rácz leisteten wichtige Arbeiten zur Erforschung der HIV-Pathogenese. 1988 gelang ihnen am Bernhard-Nocht-Institut für Tropenmedizin in Hamburg erstmals der Nachweis von HIV in Lymphknoten. Im Rahmen einer jahrzehntelangen intensiven Forschungsarbeit mit internationalen Kooperationspartnern leisteten sie wesentliche Beiträge zur Erforschung der Pathogenese der HIV-Infektion und des Einflusses einer antiretroviralen Therapie auf Virusreplikation und Immunrekonstitution im lymphatischen Gewebe. Sie entwickelten eine Diagnosemethode der Stadien der Erkrankung über den Zustand der Organe des Lymphatischen Systems, die ein Standardverfahren in der Beurteilung von Therapieerfolgen mit den üblichen Kombinationspräparaten (HAART) bei AIDS ist.
Tenner-Rácz veröffentlichte weit über 100 Publikationen in internationalen Fachzeitschriften und wurde mit zahlreichen Preisen ausgezeichnet, u. a. dem Körber-Preis, der Medaille für Kunst und Kultur der Stadt Hamburg und dem Bundesverdienstkreuz.

## Leben

### Ausbildung und Privatleben
Nach ihrem Schulabschluss studierte Tenner-Rácz Medizin an der Universität Budapest, an der sie 1961 promovierte und 1958 ihren Mann Pál Rácz kennenlernte. Anschließend war sie bis 1968 im Institut für Pathologie der Universität Budapest bei László Haranghy tätig und erlangte 1966 die Anerkennung zur Fachärztin für Pathologie.
Von 1968 bis 1971 übernahm sie die Leitung des Zentrallaboratoriums für Elektronenmikroskopie am staatlichen Institut für Hygiene in Budapest. Zur Erweiterung ihrer speziellen Kenntnisse auf dem Gebiet der Infektionspathologie arbeitete sie ab 1962 immer wieder für mehrere Wochen bei Nikolai Nikolajewitsch Anitschkow am Institut für Experimentelle Medizin der Akademie der Wissenschaften der damaligen UdSSR in Leningrad (St. Petersburg) sowie 1963/64 für ein Jahr als Humboldtstipendiatin bei Herwig Hamperl am Pathologischen Institut der Universität Bonn. 1971 siedelte Klara mit ihrem Ehemann nach Deutschland über und assistierte zunächst Karl Lennert am Institut für Pathologie der Universität Kiel.
Ab 1973 arbeitete Tenner-Rácz zusammen mit ihrem Mann Pál Racz am Bernhard-Nocht-Institut für Tropenmedizin in Hamburg.

### Wissenschaftliche Laufbahn
Nach verschiedenen Forschungsaufenthalten an der University of Glasgow und am Institut Pasteur in Paris ging sie 1976 für 2,5 Jahre in die USA zu Quentin Myrvik an die Wake Forest University in South Carolina. Als sie 1978 nach Deutschland zurückkehrte, war Tenner-Rácz zunächst bei Hans-Harald Schumacher in der Pathologie des Bernhard-Nocht-Institut für Tropenmedizin (BNITM) und dann von 1980 bis 1998 bei Rolf Kuse in der Hämatologie des AK St. Georg tätig.
Ihre Schwerpunkte waren die Infektionspathologie, mit besonderer Berücksichtigung der Immunmorphologie und Histopathologie lymphatischer Gewebe. Mit der Ausbreitung der HIV-Pandemie zu Anfang der 1980er Jahre und der stationären Aufnahme der ersten AIDS-Patienten im BNITM war das Ehepaar Rácz sehr früh mit den außergewöhnlichen Lymphknotenveränderungen bei diesem neuen Krankheitsbild konfrontiert.

## Wirken
Tenner-Rácz’ herausragende wissenschaftliche Leistung war es, durch Histopathologie und In-situ-Hybridisierung schon früh zu zeigen, dass der meist jahrelangen Latenz zwischen dem Zeitpunkt der HIV-Infektion und der Manifestation von AIDS kein Ruhestadium zugrunde lag, sondern dass die Vergrößerung der Lymphknoten in dieser Phase Zeichen eines dramatischen Wettlaufs zwischen Virusreplikation mit Zerstörung von CD4-Lymphozyten und enormer kompensatorischer Regeneration dieser Zellen war, die sich allerdings letztlich doch erschöpfte und den Ausbruch von AIDS nicht verhinderte.
Die Erkenntnisse wurden lange angezweifelt und erst Jahre später bestätigt, als die erste erfolgreiche Hemmung der Virusvermehrung durch Gabe von Virostatika einen sprunghaften Anstieg der Zahl von CD4-Lymphozyten im peripheren Blut bewirkte und so deren enorme Vermehrungsaktivität sichtbar machte.
Für diese und weitere bahnbrechende Arbeiten zur Pathologie und Virusreplikation bei HIV-Infektionen wurde das Ehepaar mit zahlreichen Preisen ausgezeichnet, u. a. dem Körberpreis, der Medaille für Kunst und Kultur der Stadt Hamburg und dem Bundesverdienstkreuz. Darüber hinaus wurde ihnen von der Körber-Stiftung ein neues Labor im BNITM eingerichtet und für ihre wissenschaftliche Arbeit lebenslange Forschungsmittel gewährt.

## Ehrungen
- 1986: Ihre Arbeitsgruppe erhielt den Körber-Preis für die Europäische Wissenschaft.[5] Die Forscher entdeckten, dass die lymphatischen Organe, besonders die Lymphknoten, eine Art Reservoir für die AIDS-Viren darstellen.
- 1998: AIDS Forschungspreis der Deutschen Gesellschaft für Infektiologie[2]
- 1999: Joachim Kuhlmann Preis der Joachim-Kuhlmann-AIDS-Stiftung[6]
- 2000: Beide erhielten die Medaille für Kunst und Wissenschaft (Hamburg)[7][8]
- 2005: Bundesverdienstkreuz am Bande[2]
- 2006: Friedrich-Sasse-Preis.[2] Der Preis wird von der Stiftung in Erinnerung an den Berliner Apotheker und Pharmazieunternehmer Friedrich Sasse an international angesehene Forscher aus der Immunologie vergeben.[9]